# SN 2009cu
SN 2009cu – supernowa typu Ia odkryta 26 marca 2009 roku w galaktyce A132912+4643. W momencie odkrycia miała maksymalną jasność 19,30m.